# Петраркизм

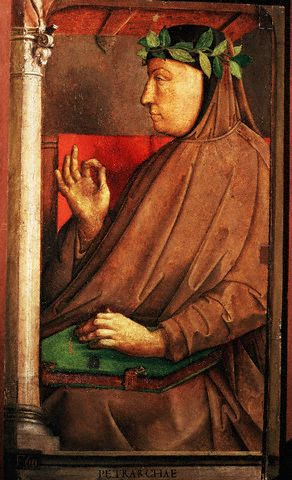
Петрарка. Портрет работы Юстуса ван Гента. XV в.

Петраркизм (итал. petrarchismo) — основополагающее течение в итальянской поэзии XVI века, получившее распространение и в других странах Европы (Франция, Англия, Испания, Португалия, Далмация, позднее — Германия). Петраркизм обычно рассматривается как разновидность маньеризма в поэзии.

## Возникновение термина
Термин впервые был использован издателем и писателем Николо Франко в диалоге «Петраркист» (1539). В его интерпретации термин относился к комментаторам поэтического наследия Петрарки, чрезмерно увлекавшимся биографическим подходом и невероятной скрупулёзностью в рассмотрении частностей.

## Зарождение петраркизма

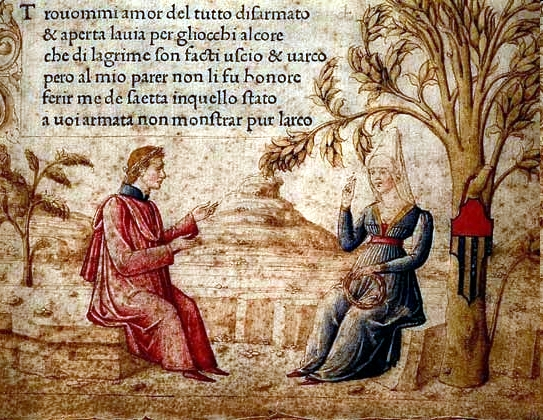
Лаура и Петрарка. Миниатюра из «Книги Песен». XV в.

Хотя Петрарке в Италии подражали и в XIV, и в XV веках (в том числе Маттео Боярдо, Анджело Полициано, Якопо Саннадзаро и Лоренцо Медичи), масштабный и системный характер это явление приобрело только в период Чинквеченто. Из всего наследия поэта отбирается только его «Книга песен», которая толкуется как непререкаемый канон (прежде это сочинение конкурировало с циклом «Триумфы»). Канонизация «Канцоньере» как непреложного образца поэтического стиля была осуществлена прежде всего усилиями Пьетро Бембо, чья книга «Стихотворений» (первое издание — 1530) фактически кладёт начало петраркизму Чинквеченто. Для поэтов-петраркистов было характерно стремление к формальной изощренности и рассудочности: 
«Аристократизируясь, петраркистская лирика под воздействием светской среды придаёт любви оттенок психологически и интеллектуально утонченной, но условной и рассудочной игры…Одухотворенное и чувственное начала любви не выступали у пертаркистов в органическом единстве, а поочерёдно, на том или ином этапе, вытесняли друг друга»

## Представители петраркизма в Италии
Первым крупным приверженцем петраркизма в Италии, который «принял петраркизм в редакции Бембо и не превратился при этом в банального эпигона», был Джованни Делла Каза. За ним последовали неаполитанские поэты Анджело ди Костанцо, Луиджи Тансилло, Галеаццо ди Тарсия; тосканцы Аннибале Каро, Микеланджело, а также поэтессы Витториа Колонна, Вероника Франко, Изабелла ди Морра и Гаспара Стампа — стихи последней, по мнению Н. И. Голенищева-Кутузова, «нарушают каноны петраркизма».
Вместе с тем увлечение Петраркой вызвало к жизни и такое явление, как антипетраркизм, известнейшим представителем которого был Франческо Берни, пародировавший уязвимые места петраркистской поэтики. Диалог Джордано Бруно «О героическом энтузиазме» содержит в себе фактический демонтаж петраркистского кода.

## Петраркизм за пределами Италии
Франция

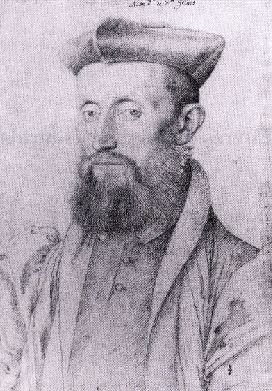
Франсуа Клуэ. Портрет Меллена де Сен-Желе

Во Франции Петрарке подражали многие крупные поэты. Значительную роль здесь сыграли осуществлённые Клеманом Маро переводы, а также деятельность работавшего во Франции итальянского поэта Луиджи Аламанни. Окончательное оформление французского петраркизма и становление петрарковского мифа во Франции учёные относят к периоду 1533—1539 годов.
Влияние «Книги песен» просматривается у Меллена де Сен-Желе, поэтов Лионской школы (Морис Сев, Луиза Лабе, Пернетта Дюгийе), у поэтов Плеяды и Агриппы Д’Обинье, Жака Таюро, а также у Филиппа Депорта. При этом влияние итальянской модели сочеталось здесь с реанимацией национальной куртуазной традиции. В том же время в прозе нередко встречаются образцы демистификации петраркизма, иронического вышучивания идеализированной любви (в том числе у Брантома).
Испания

Самим ранним опытом подражания Петрарке в Испании стали 42 сонета маркиза де Сантильяна, написанные в (1444) году. Однако системный характер петраркизм приобрел здесь много позже. По словам Н. Г. Елиной, в Испании 
«в 30-е гг. 16 в. возникла школа петраркистов, родоначальником которой был Хуан Боскан Альмогавер, а наиболее видным представителем — Гарсиласо де ла Вега, авторы любовных сонетов и канцон в манере Петрарки. Но в Испании петраркизм встретил и ожесточённых противников, защищавших национальные формы поэзии (Кристобаль де Кастильехо и др.). Тем не менее петраркистская поэзия просуществовала здесь до конца XVI века и в круг её до некоторой степени входит творчество поэта Фернандо де Эррера».
Англия

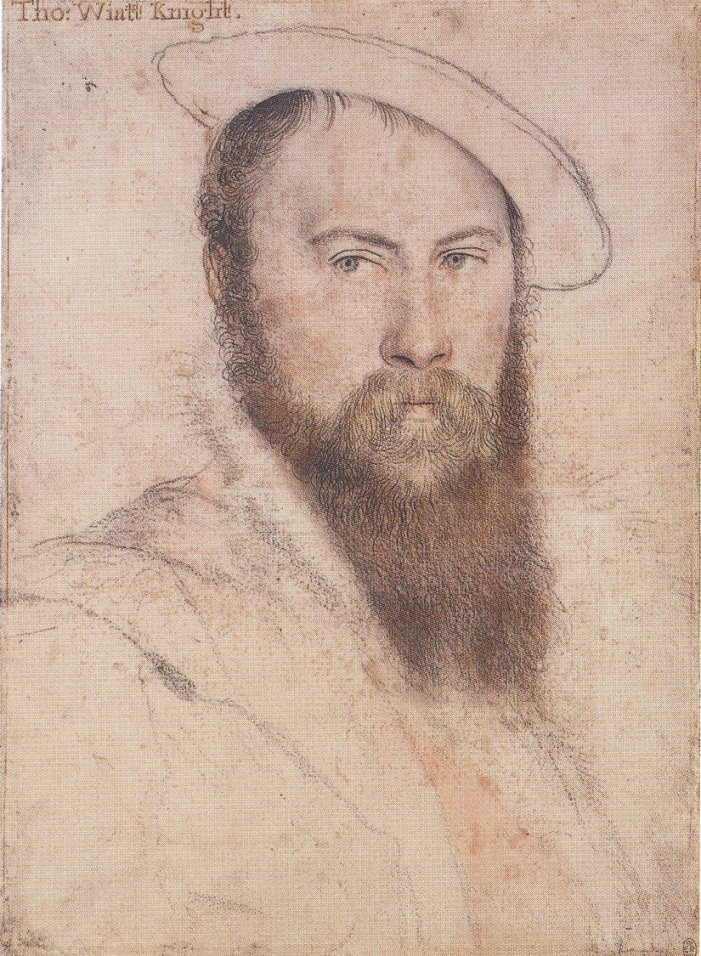
Ганс Гольбейн. Портрет Томаса Уайета. Ок. 1535. Лондон, Галерея Тейт

Как и во Франции, и в Испании, мода на петраркизм в Англии утвердилась в 1530-х годах. Первыми английскими петраркистами стили Томас Уайет и Генри Говард, граф Сарри; после их кончины традиция прерывается и возобновляется лишь в 1570-х годах, у Ф. Сидни, Э. Спенсера, М. Дрейтона и С. Дэниэла. В сонетах У. Шекспира усвоение петраркистских модулей соединяется с их иронической трансформацией (знаменитый сонет 130 «Её глаза на звёзды не похожи…» Архивная копия от 13 декабря 2010 на Wayback Machine).
Германия
В поэзии Германии подражание Петрарке обнаруживает себя значительно позже, чем в других странах, и совпадает с развитием поэтики барокко (Мартин Опиц, Пауль Флеминг, Андреас Грифиус). Для немецкой поэзии характерно соединение петраркистской традиции со стоицизмом.